# Mapanioideae
Mapanioideae, potporodica šiljovki. Sastoji se od dva tribusa

## Tribusi i rodovi
Subfamilia Mapanioideae C. B. Clarke
1. Tribus Hypolytreae Nees ex Wight & Arn.
  1. Hypolytrum Rich. (26 spp.)
  2. Paramapania Uittien (7 spp.)
  3. Mapania Aubl. (135 spp.)
  4. Scirpodendron Zipp. ex Kurz (2 spp.)
2. Tribus Chrysitricheae Nees
  1. Diplasia Pers. (1 sp.)
  2. Exocarya Benth. (1 sp.)
  3. Capitularina Kern (1 sp.)
  4. Lepironia Rich. (1 sp.)
  5. Chrysitrix L. (4 spp.)
  6. Chorizandra R. Br. (6 spp.)